# Bibliothèque Bernheim
Pour les articles homonymes, voir Bernheim.
La bibliothèque Bernheim est la bibliothèque publique territoriale de la Nouvelle-Calédonie, attributaire du dépôt légal pour cette collectivité spécifique française mais aussi pour Wallis-et-Futuna depuis 1996. Située non loin de la place des Cocotiers à Nouméa, la bibliothèque, inaugurée en 1905, est installée dans un bâtiment de style colonial ayant servi de pavillon de la Nouvelle-Calédonie lors de l'Exposition universelle de 1900 à Paris, démonté et reconstruit à Nouméa par l'homme d'affaires philanthrope Lucien Bernheim.

## Histoire
Le bâtiment fut construit par l'architecte Bley, avec une charpente métallique de Gustave Eiffel, pour accueillir le pavillon de la Nouvelle-Calédonie dans le cadre de l'Exposition universelle de 1900 à Paris.
En 1901, grâce au don de 100 000 francs effectué par Lucien Bernheim (1856-1917), le pavillon est démonté et remonté dans le centre-ville de Nouméa pour servir de bibliothèque-musée à la colonie, à partir d'une collection de livres et objets réunis entre 1871 et 1874 par le gouverneur Louis Eugène Gaultier de La Richerie (1820-1886). En 1905, le pavillon est inauguré. Il prend le nom de « bibliothèque-musée », créé officiellement en tant qu'établissement public de lecture en 1907.
Pendant la Seconde Guerre mondiale, les locaux servent temporairement à abriter une section du Quartier général des forces armées américaines.
En 1971, le musée de Nouvelle-Calédonie est séparé de la bibliothèque et déplacé sur un site qui lui est propre, au Quartier Latin. Puis, en 1981, la bibliothèque est agrandie d'un deuxième bâtiment pour accueillir les salles de lecture pour les adultes et les enfants, la discothèque et les bureaux de l’administration, tandis que les fonds locaux, anciens et spécialisés restent dans le vieux bâtiment de 1901. Puis, dans les années 1990, le magasin est aménagé dans le bâtiment moderne afin d'y conserver dans de meilleures conditions le fonds patrimonial et ancien, et le rez-de-chaussée de l'édifice historique est totalement réaménagé pour y installer la salle des périodiques et la bibliothèque de la décentralisation servant à desservir la « Brousse » et les îles par le biais d'un bibliobus. À l'étage, la salle Eiffel devient un espace de reliure et de restauration des livres usagés puis, après une restauration de la charpente métallique en 1998, une salle d'exposition[réf. nécessaire].
Depuis 2003, la bibliothèque organise le Salon international du livre océanien par délégation du gouvernement de la Nouvelle-Calédonie. En partie réhabilitée entre la fin de l'année 2006 et 2008 (remise aux normes électriques, reboisement du jardin, etc.),, un vaste programme de restauration et de réorganisation (notamment par l'utilisation plus intensive de l'outil numérique) est initié en 2014. En 2016, la bibliothèque devient gratuite.

## Description
La bibliothèque se situe dans un carré délimité à l'ouest par l'avenue du Maréchal-Foch (où elle est domiciliée, au n°41), au nord par la rue de la Somme, à l'est par la rue de Sébastopol et au sud par l'avenue de la Victoire - Henri-Lafleur, à la limite sud du centre-ville de Nouméa. Elle est constituée de deux bâtiments, entourés d'un jardin et accessibles par un portail monumental restauré en 2016.

### Bâtiment 1901
Édifice historique de la bibliothèque, mis au point entre 1900 et 1901 à Paris par l'architecte Bley puis démonté, transporté et reconstruit à l'identique à Nouméa entre 1901 à 1904, il s'agit d'un pavillon d'architecture coloniale sur deux niveaux de 30 m de long sur 15 de large, situé dans l'angle nord-est du jardin (donnant sur l'intersection entre la rue de la Somme et la rue de Sébastopol). Structure en bois reposant sur une armature métallique conçue par Gustave Eiffel et coiffé d'un toit en tôle ondulée, il est entouré sur ses quatre façades d'une véranda ouverte. L'accès au bâtiment se fait principalement par sa porte de la façade sud-ouest, donnant sur le cœur du jardin par un escalier à double volée de marches en pierre. Il abrite deux salles de 200 m2 chacune, l'une au rez-de-chaussée pour les périodiques, l'autre à l'étage (baptisée « Salle Eiffel ») pour les expositions et conférences.

### Bâtiment 1981

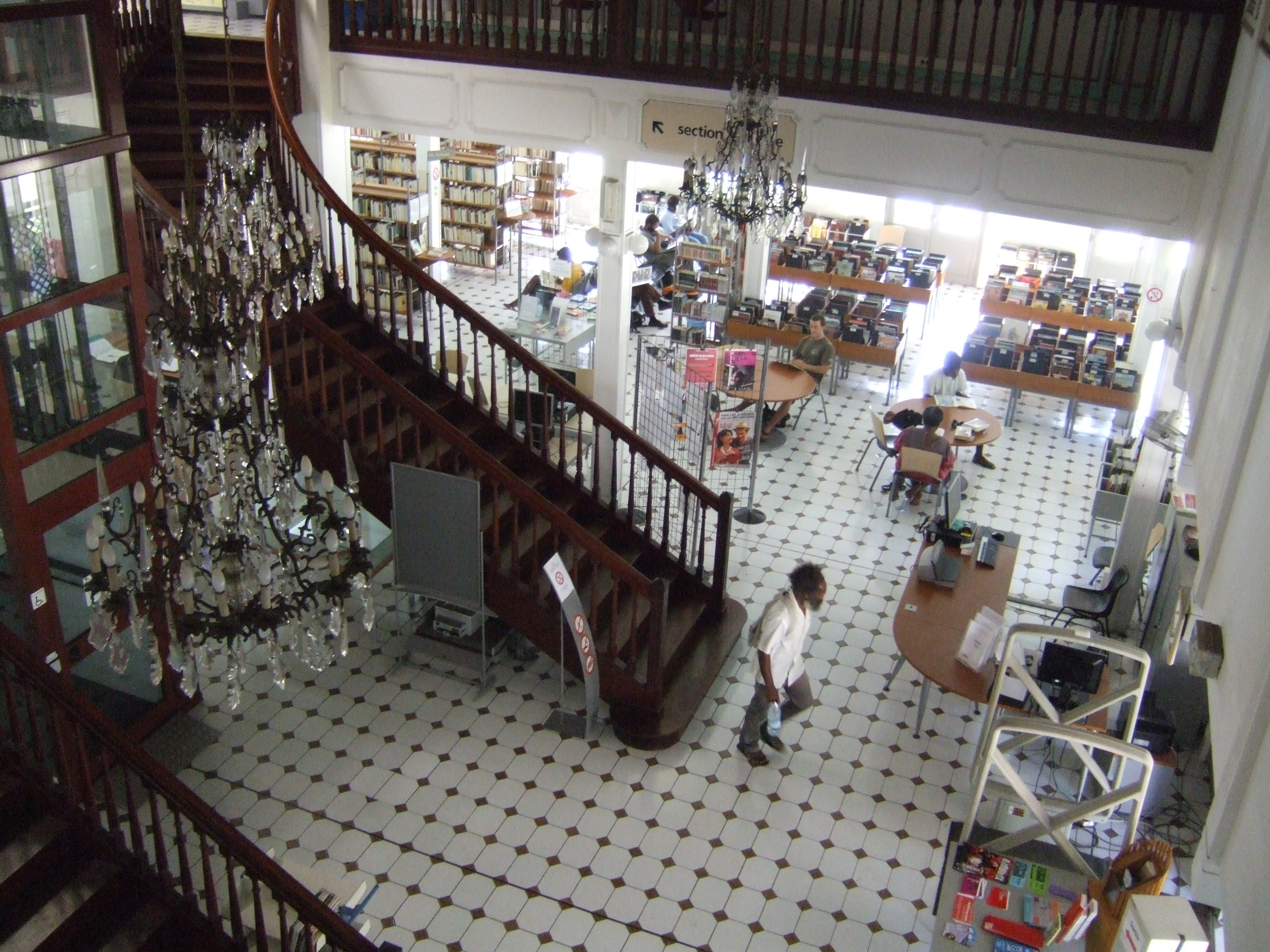
Intérieur du bâtiment 1981 vu depuis le premier étage, avec l'entrée, les espaces de lecture et l'escalier monumental.

Un bâtiment plus vaste a été construit en 1981. Il occupe près de la moitié sud du jardin, il reprend les éléments typiques des maisons coloniales et fait ainsi écho au pavillon de 1901 : murs en bois, toit de tôle ondulé, véranda, portes fenêtres à volets à persienne.
Il se divise d'abord en un corps de bâtiment principal presque rectangulaire de 32 × 27 m dans l'angle sud-ouest, sur deux niveaux de superficies différentes mais tous deux entourés de véranda. La salle au rez-de-chaussée, d'environ 750 m2, abrite les salles de lecture principales et les étagères accueillant les documents non périodiques en libre-accès, ainsi que l'accueil au public. Elle est dominée en son centre par un double escalier en bois monumental qui permet d'accéder à l'étage, d'environ 300 m2 de surface au sol, où se trouve la discothèque ainsi que l'espace jeunesse. Entre les deux volées de marches de l'escalier, la cage d’ascenseur (aux parois vitrées) dispose d'une armature du même bois, tandis que trois lustres ornent le plafond au-dessus des marches.
Il se prolonge ensuite dans l'angle sud-est et à l'est du jardin par une aile de forme irrégulière sur un seul niveau, elle-aussi entourée d'une véranda, pour l'administration et le magasin du fonds patrimonial, s'étendant sur environ 600 m2.

### Jardin
Couvrant environ les 4 500 m2 restant de l'Îlot urbain, il est constitué de pelouses et d'arbres, particulièrement autour du bâtiment 1901. Entouré d'un mur de pierre aux grilles de fer forgé, l'accès y est fait dans l'angle nord-ouest par un portail monumental métallique d'où part un chemin pavé vers le centre du jardin et les entrées des deux bâtiments, bordé de lampadaires de style Art nouveau.

### Classement historique
Le 24 avril 2006, la commune de Nouméa publie un arrêté (no 353-2006/PS) portant classement au titre des monuments historiques des façades et structures métalliques du pavillon ancien de la Bibliothèque,,.

## Locaux annexes
L'établissement public de la bibliothèque Bernheim dispose de deux antennes décentralisées en Province Nord : la médiathèque du Nord à Poindimié sur la côte Est de la Grande Terre et la médiathèque de l'Ouest à Koné sur la côte Ouest. Un bibliobus assure de plus la diffusion de la pratique de la lecture dans l'essentiel des villages et tribus ne disposant d'aucune infrastructure fixe.
Elle est de plus la tête de pont du Réseau documentaire calédonien (Rédocal) qui unit vingt autres établissements publics de lecture directement reliés au serveur bibliographique de la bibliothèque Bernheim.